# Несо, Мадс
Мадс Несо́ (фар. Mads Nesá; род. 8 июля 1989 года в Тофтире, Фарерские острова) — бывший фарерский футболист, вратарь, известный по выступлениям за клуб «Б68».

## Карьера
Мадс — воспитанник «Б68». За свой клуб он дебютировал 7 мая 2006 года, заменив удалённого Тоурура Томсена в матче с «ВБ Вагур». Дебют молодого вратаря оказался настолько неудачным (три пропущенных мяча за пятнадцать минут и как следствие поражение со счётом 2-3), что его до сих пор не выпускают на поле в составе главной команды, а иногда выпускают в составе второй команды, «Б68 II». В её составе он в 2007 году стал победителем второго дивизиона. В 2012 году «Б68» отпустил вратаря Тордура Томсена, и Мадс стал вторым после Ханса Йоргенсена голкипером клуба. «Б68» покинул премьер-лигу. После ухода Ханса Йоргенсена в клуб высшей лиги «ХБ Торсхавн» Мадс стал основным вратарём команды. Однако после возвращения команды в класс сильнейших он потерял место в основе и в сезоне-2014 ни разу не вышел на поле. В 2015 году Мадс провёл свой последний матч за «Б68» и завершил карьеру в конце сезона.

## Личная жизнь
Мадс является сыном Кьяртана Несо — тоже футбольного вратаря, трёхкратного чемпиона Фарерских островов в составе «Б68» и бывшего члена национальной сборной.

## Достижения
- Победитель второго дивизиона: 2007
- Победитель первого дивизиона: 2013